# Saftmaja

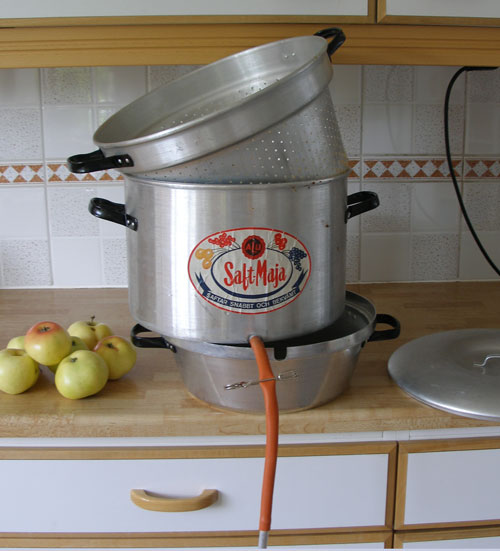
Saftmaja.

En saftmaja (Saft-Maja) är ett tredelat kärl för beredning av saft. Den är oftast av aluminium men finns även i rostfritt stål som fungerar på induktionshäll.  Den understa delen fylls med vatten, som av värmen från spisplattan kokas upp och ånga tränger upp genom ett högt placerat hål i nästa del av kärlet. Översta delen har en perforerad botten, och i den lägger man de bär och andra frukter (eller t.ex. rabarber) som ska saftas. Av värmen från vattenångan spricker de, och saften från dem rinner genom perforeringshålen ner i mellandelen av kärlet, varifrån saften sedan kan tappas av genom ett sidorör, som oftast förses med en gummislang och slangklämma. Av resterna i den övre delen kan man eventuellt göra mos.
Saftmaja uppfanns av det tyska Firma Wilhelm Wagner GmbH & Co. år 1949, under namnet "Saftborn". I Finland populariserades produkten på 1950-talet, och Toivo Rautavaara lanserade namnet "Mehumaija" (Saftmaja).
1. ↑  ”Museum Digital: Dampfentsafter „Saftborn“”. bawue.museum-digital.de. 5 oktober 2023. https://bawue.museum-digital.de/object/70178. Läst 11 juni 2024.